# Hanusz Árpád
Hanusz Árpád (Ipolytölgyes, 1946. március 4. –) geográfus, idegenforgalmi szakember, egyetemi tanár.

## Életrajza
Hanusz Árpád 1946. március 4-én született a Hont vármegyei Ipolytölgyesen, földműves családban.
Iskolai tanulmányait szülőfalujában Ipolytölgyesen és Vácon végezte, 1964-ben érettségizett, majd az érettségi után majd az Budapesten dolgozott, illetve a nyugati határszélen teljesített
katonai szolgálatot.
Érdeklődése a geográfia és a pedagógusi életpálya iránt korán kialakult, melyet egyrészt gyermekkori élményei: az Ipoly-völgy, a Börzsöny és a Dunakanyar, másrészt tanárainak személyes példamutatása alakította-formálta. Főiskolai évei (1967-1971) és a termelőszférában és a katonaságnál szerzett tapasztalatai nagy előnyére váltak. Rendszeretetével, fegyelmezett tanulmányi és társadalmi munkájával magára vonta az oktatók és a diáktársak figyelmét. 
Hamar bebizonyította kitűnő alkalmazkodó- és szervező képességét; már másodéves korától magára vállalta az évfolyam terepgyakorlatainak és tanulmányútjainak megszervezését is.  
Több mint másfél évtizedig, 1989 augusztus 1-jéig dolgozott főigazgatói titkárként. Közben 1973-ban elvégezte az egyetemet, majd tanársegédi (1974), a doktorálás (1978)
után adjunktus (1979), később docensi (1985) kinevezést kapott. Diplomája megszerzésétől 1990-ig kollégiumi nevelőtanár állást is vállalt. 1990-től pedig kollégiumi igazgatóként is dolgozott. 
2000-ben – miután a Pécsi Tudományegyetem Földrajzi Intézetében 1999-ben sikeresen megvédte PhD disszertációját –főiskolai tanári és tanszékvezetői beosztásba került.
A tanfolyamvezetést és az idegenforgalommal kapcsolatos kutatómunkáját nagyban segítette az is, hogy gyakorló idegenvezetőként és túraszervezőként már gazdag tapasztalatokkal rendelkezett.
Kormányzati és egyéb felkérésre részt vett az országos idegenforgalmi koncepciók, fejlesztési tervek kidolgozásában, a nemzetközi (pl. a magyar-ukrán) kapcsolatok építésében. Tevékenysége elismeréseként a Falusi és Agroturizmus Országos Szövetsége, az Észak-alföldi Regionális Idegenforgalmi Bizottság és az Észak-alföldi Régió Lovas Turisztikai Egyesület alelnökévé választotta.
Sokat fáradozott annak érdekében is, hogy az idegenforgalom földrajza beépüljön a tanárképzés programjába. Részt vett az akkreditált felsőfokú idegenforgalmi szakmenedzser-képzés tananyagának összeállításában és Nyíregyházán az ilyen irányú képzés megindításában is.
1998-tól meghívott előadóként tanított Székesfehérváron, a Kodolányi János Főiskolán, Budapesten, a Gazdasági Főiskolán, továbbá a szerencsi és a nyírbátori gimnázium speciális tagozatán is. 
A falusi turizmus témaköréből gyakorlati-jellegű tanfolyamot vezetett Kárpátalján és Erdélyben, ezen kívül rendszeresen tartott előadásokat olyan mikrorégiókban, ahol most alapozzák és szervezik a falusi vendéglátást és a különböző fesztiválokat.
1994-1999 között – más tantárgyak mellett – a beregszászi Magyar Főiskolán, 1995-től 1999-ig a miskolci Nagy Lajos Király Magánegyetem  földrajz-ökológiai  tanszékén –  ahol  a  vezetői  feladatokat  is ellátta – az idegenforgalom általános és regionális földrajzát tanította. 
A magánegyetem (korábbi nevén Bölcsész Egyesület) Hanusz Árpádot 1997-ben díszdoktorrá választotta.
A Szabolcs-Szatmár-Bereg megyei Falusi Turizmus Szervezet elnökeként aktív szerepet vállalt a megye, az egyes mikrotérségek és települések (pl. Felső-Tisza-vidék, Záhony-Kisvárda és Mátészalka kistérség) idegenforgalmi fejlesztési tervének kimunkálásában, a pályázatok elkészítésében, a rendezvények lebonyolításában stb. Nevéhez fűződnek a milotai dió-, a szatmárcsekei lekvárfőző-, a nagydobosi sütőtök-, a Túristvándi-i halászlé-, és a nyíregyházai-tirpákfesztivál, a rendkívül látványos gyümölcskarnevál ugyancsak Nyíregyházán, továbbá a lovasbemutatók és a böllérversenyek kezdeményezése és ezek megrendezésének előkészítése, a nagy tömegeket mozgató idegenforgalmi rendezvények, mint az évek óta népszerű Penyigei Szenkeparti nagyvásárok  és a Felső-Tisza-vidék gasztronómiájának budapesti bemutatkozásai is.
A fesztiválszervező falvak közül Milota – a településért és polgáraiért végzett folyamatos kimagasló tevékenységének megbecsülése és tisztelete jeléül 2005-ben Hanusz Árpádnak a község díszpolgára címet adományozta.
Hanusz Árpád első publikációja 1976-ban egy nyíregyházai periódikában 
jelent meg "A dohánytermesztés Szabolcs-Szatmár megyében"  címmel.

## Fontosabb publikációi
- 1984: Nógrád megye földrajza. In: Budapest és a megyék földrajza. (szerk.:

Frisnyák S.) Tankönyvkiadó, Budapest. pp. 228–246.
- 1992.: Szatmárcseke természetföldrajza. In: Szatmárcseke. (szerk. Lakatos J.)

Szatmárcseke, pp. 5–6.
- 1995: Untersuchungen zur Lebens weise in Rátka. Rátka - Ein deutsches Dorf in Tokaj-Hegyalja

(red. S. Frisnyák). Rátka, 1995. pp. 165–179.
- 1998: Szabolcs-Szatmár-Bereg megye természeti viszonya. In: Szabolcs-Szatmár-Bereg Megye Kézikönyve. Miskolc, 1998. Ceba Kiadó.
- 2001: Szabolcs-Szatmár-Bereg megye falusi turizmusának helyzetfeltárása. Észak- és Kelet-

Magyarországi Földrajzi Évkönyv 10. sz., Nyíregyháza, 2001. (szerk.: Boros L.) pp. 51–93.
- 2002: A turizmus fejlesztési lehetőségei Szerencsen. Szerencs és környéke kiadvány Szerencs-Nyíregyháza, 2002. (szerk.: Frisnyák S.). pp. 187–195.
- 2002: Falusi turizmus és a gasztronómiai hagyományápolás lehetőségei Szabolcs-Szatmár-Bereg

megyében.  A  Nyírség  és  a  Felső-Tisza-vidék  történeti  földrajza,  Nyíregyháza,  2002. (szerk.: Frisnyák S.) pp. 259–267.
- 2003: Határon átnyúló idegenforgalmi fejlesztések és lehetőségek Kárpát-Ukrajnában (szerk.:

Szónokyné Ancsin G.) Határok és az európai Unió. 2003. pp. 117–126
- 2004: Az  Európai  Unió  turizmus  politikája  (kapcsolódási  pontok  a  falusi  és  ökoturizmus területén  az  európai  csatlakozás  után).  Tanulmánykötet  Dr.  Frisnyák  Sándor 70. születésnapja tiszteletére. (szerk.: Hanusz Á.) Nyíregyháza, 2004. pp 163–174.
- 2004:

Kisvárda-Záhony  kistérségi  turisztikai  fejlesztési  lehetőségei. Természettudományi közlemények 4., Kiadja a Nyíregyházi Főiskola TTFK, (szerk.: Kókai S.) Nyíregyháza 2004. pp. 137–
146.

## Tudományos, szakmai közéleti tevékenységek
- A Magyar Földrajzi Társaság tagja
- A Debreceni Földtudományi Doktori Iskola alapító külső tagja
- Az Oktatási Minisztérium közoktatási szakértője
- Az Észak-Alföldi Regionális Idegenforgalmi Bizottság alelnöke
- A Falusi Turizmus Országos Szövetség alelnöke
- Szabolcs Szatmár Bereg Megyei Falusi Turizmus Egyesület elnöke
- Jurányi L. Tudományos Ismeretterjesztő Társulat elnökségi tagja
- Magyar Lovas Turisztikai Szövetség alelnöke